# Śródmieście (Gliwice)
Śródmieście − najstarsza dzielnica miasta Gliwice.

## Informacje ogólne
Śródmieście to jedna z najstarszych dzielnic, której najbardziej charakterystyczną częścią jest Starówka oraz rynek z centralnie umieszczonym ratuszem.
Przy ulicy Zwycięstwa znajduje się siedziba władz miasta Gliwice, a przy ulicy Zygmunta Starego władz powiatu gliwickiego.
Na terenie dzielnicy znajduje się między innymi dworzec kolejowy, dworzec autobusowy, Palmiarnia Miejska, urzędy samorządowe, państwowe, różne instytucje, sądy, banki oraz muzea, galerie, kina, kawiarnie i restauracje.

## Edukacja
Szkoły podstawowe:
- Szkoła Podstawowa Numer 9 im. Króla Jana III Sobieskiego
- Szkoła Podstawowa Numer 28 im. Witolda Budryka

- V Liceum Ogólnokształcące w ZSO–11

## Kościoły i kaplice
Katedry:
- Katedra św. Apostołów Piotra i Pawła

Kościoły rzymskokatolickie:
- Kościół Wszystkich Świętych
- Kościół św. Barbary (Kościół Garnizonowy)

Kościoły innych wyznań:
- Kościół ormiańskokatolicki Trójcy Świętej

Kaplice:
- Kaplica Św. Jadwigi Duszpasterstwa Bizantyjsko-Ukraińskiego

## Turystyka
Przez dzielnicę przebiegają następujące szlaki turystyczne:
- - Szlak Husarii Polskiej
- - Szlak Powstańców Śląskich
- - Szlak Krawędziowy GOP

## Galeria

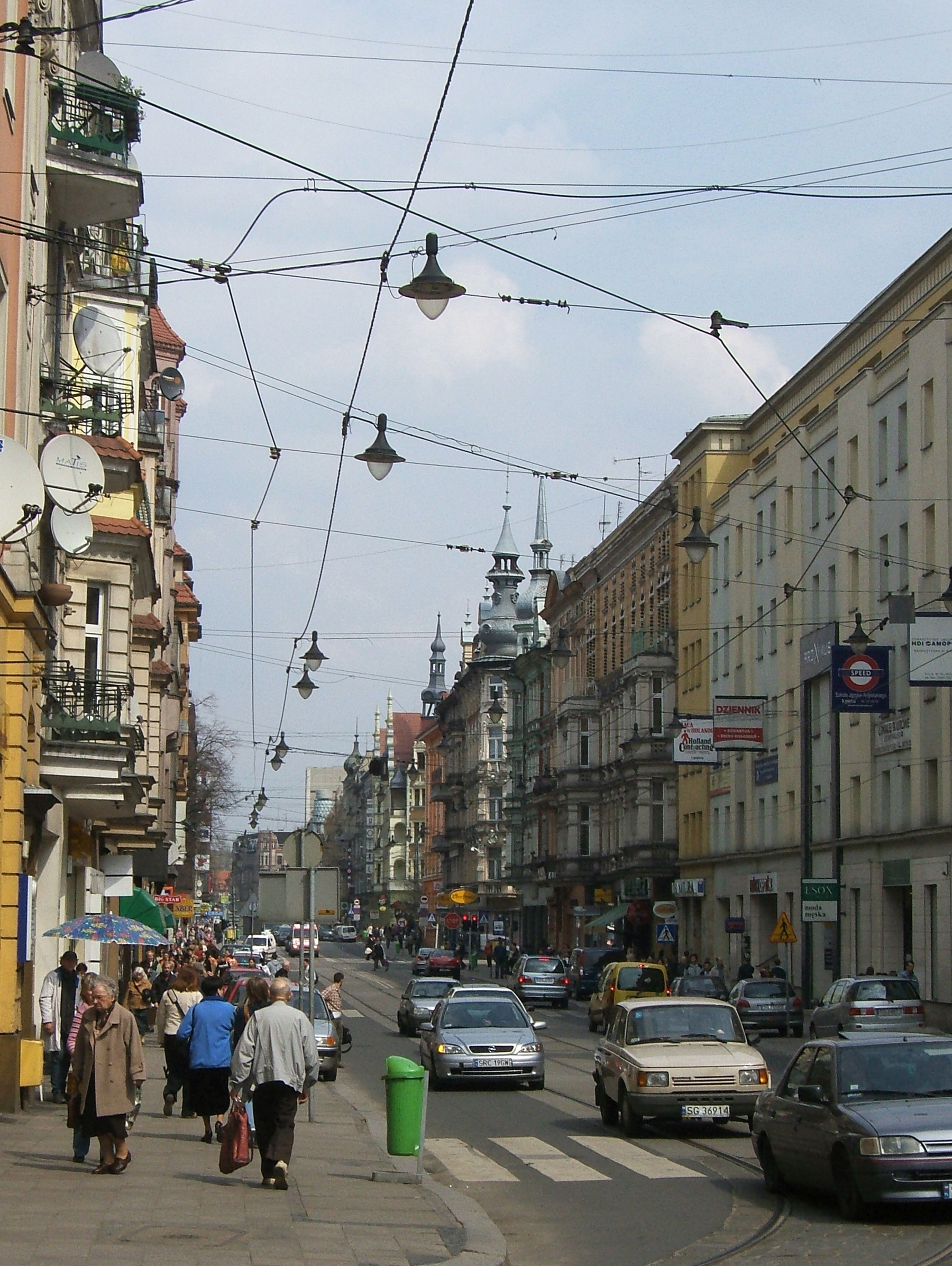
Śródmieście - Ulica Zwycięstwa
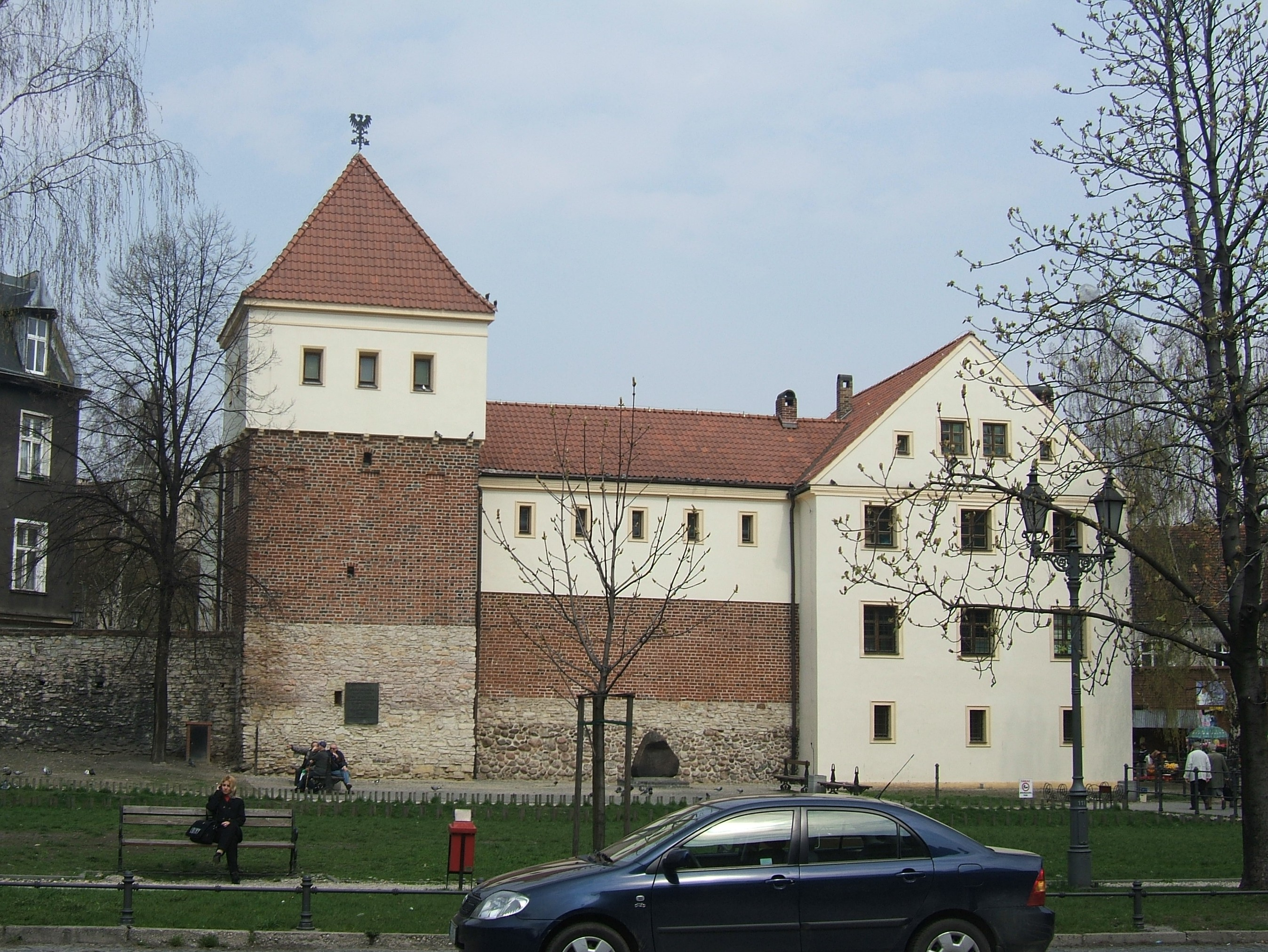
Śródmieście - Zamek Piastowski
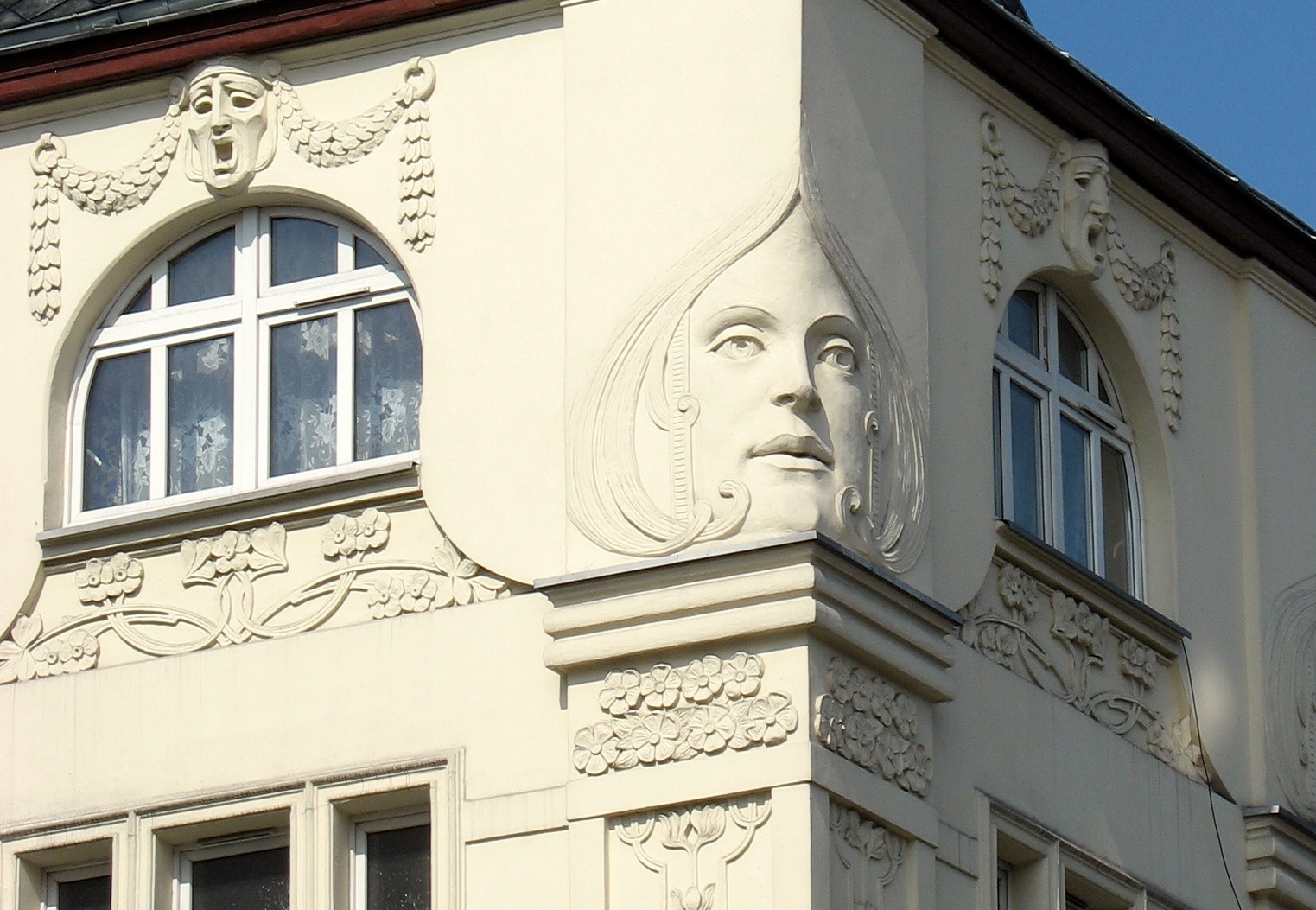
Śródmieście - Kamienica secesyjna przy ul. Gorzołki